# Philocasca banksi
Philocasca banksi là một loài Trichoptera trong họ Limnephilidae. Chúng phân bố ở miền Tân bắc.